# الإسلام في عصر أسرة يوان
أدى إنشاء أسرة يوان في الصين في القرن الثالث عشر الميلادي إلى زيادة عدد المسلمين في الصين بشكل كبير. وقد مُنح الأجانب في الصين مرتبة عليا في التسلسل الهرمي للنظام الجديد. وأثّر المسلمون على الصين في ذلك الوقت، بما في ذلك التقدم في العلوم الصينية وتصميم الدادو، أثراً واسعاً وغير معروف إلى حد كبير. وتشير التقديرات إلى أن عدد المسلمين في القرن الرابع عشر، بلغ 4,000,000 نسمة.

## التاريخ

### حالة مرتفعة

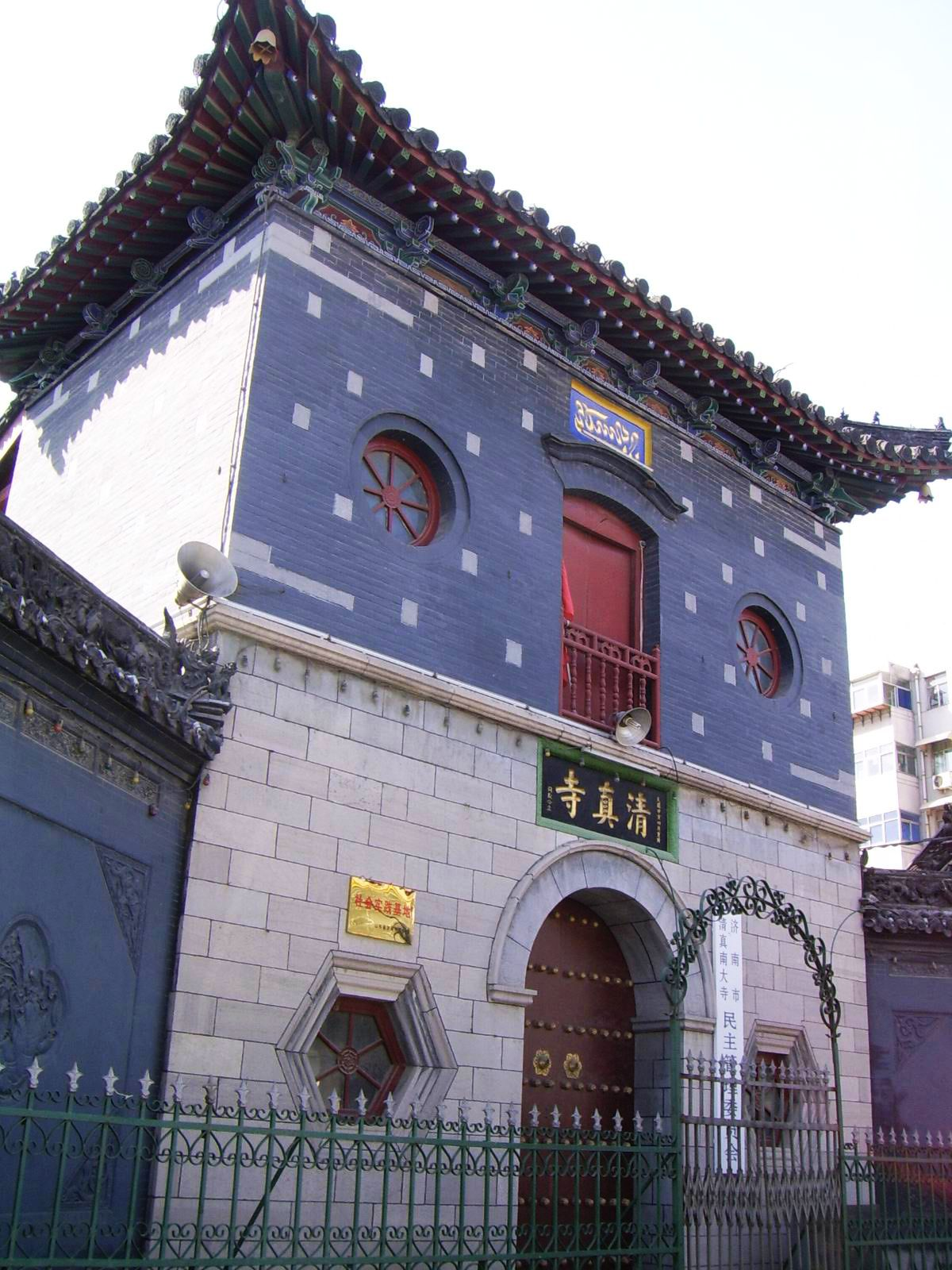
مسجد جنوب جينان الكبير اكتمل في عهد الإمبراطور تيمور خان حاكم يوان.

على الرغم من أن أسرة يوان، على عكس الخانات الغربية، لم تعتنق الإسلام، إلا أن حكام المغول رفعوا شأن الأجانب من جميع الأديان من غرب آسيا كالمسلمين واليهود والنصارى مقابل الهان، والخيتان، والجورشين، ووضعت العديد من الأجانب مثل «الفرس، والمسلمين العرب، واليهود، والمسيحيين النسطوريين، والبوذية التبتية اللامات، والبوذية توربان الأويغور من وسط وغرب آسيا»، وضعتهم في مناصب رفيعة بدلا من العلماء الكونفوشيوسيين الأصليين. وشجعت الدولةُ الهجرةَ الإسلامية، حيث تسارعت الهجرة العربية، والفارسية والتركية إلى الصين خلال هذه الفترة. وجلب الأباطرة المغول مئات الآلاف من المسلمين من بلاد فارس للمساعدة في إدارة البلاد.[بحاجة لمصدر] عمل العديد منهم في أوساط النخبة ووصلوا إلى حكام مقاطعات. وكان يُشار إليهم باسم سيمو.
كانت أقاليم يوان تدار في اثنتي عشرة منطقة في عهد قوبلاي خان بـ«محافظ ونائب محافظ» لكل منها. ووفقا للمؤرخ الإيراني رشيد الدين فضل الله الهمذاني، فإن ثمانية من هؤلاء الحكام الإثني عشر، كانوا من المسلمين; وفي المقاطعات المتبقية كان المسلمون نواباً للمحافظين.
أكثر من 10,000 من الأسماء الإسلامية يمكن تحديدها في سجلات يوان التاريخية. الكلمة القياسية التي تستخدم للدلالة على المسلمين في وثائق اللغة الصينية من أواخر يوان الفترة هو «هوي». وقد أشرف على المسلمين «هوي» اسمه «أمير الدين» الذي صمم جزيرة كيونغوا التي تقع في بحيرة حديقة بيهاي في وسط بكين. في القرن الرابع عشر بلغ مجموع السكان المسلمين في الصين 4,000,000 مسلم.
في نفس الوقت جلب المغول مسلمين من آسيا الوسطى ليعملوا كمدراء في الصين، كما بعث المغول هان الصينيين والخيتانيين من الصين ليعملوا كمدراء ومسؤولين على السكان المسلمين في بخارى في آسيا الوسطى، واستخدموا الأجانب للحد من السلطة المحلية للشعوب في كل الأراضي.

### المجتمعات الجديدة
رأت أسرة يوان تشكيل المسلمين المجتمعات المحلية في شمال الصين ومقاطعة يونان. أحفاد هؤلاء الطوائف الذين كانوا من المقرر دمجهم تماما مع هان الصينية، ومع ذلك سعوا إلى اليوم في الحفاظ على شخصيتهم التي تظهر ميلا واضحا إلى الحكم الذاتي.

### اضطهاد يوان للمسلمين
منع جنكيز خان والأباطرةُ «اليوان» المجتمعَ الإسلاميَّ من بعض الممارسات مثل الذبح الحلال، وفرضوا طرق ذبح المغول للحيوانات على المسلمين، واستمروا بطرق تقييدية أخرى على المسلمين. وكان على المسلمين ذبح الأغنام سراً. دعا جنكيز خان المسلمين واليهود «العبيد»، وطالبهم أن يتبعوا طريقة المغول في الأكل بدلا من الطريقة الحلال. الختان أيضا ممنوع. اليهود أيضا تأثروا وحظر المغول عليهم أكل الكشروت «الطعام الحلال لدى اليهود». في النهاية، أصبح الفساد والاضطهاد شديداً لدرجة أن الجنرالات المسلمين انضموا إلى هان الصينية في التمرد ضد المغول. وكان مع مؤسس مينغ «تشو يوان تشانغ» العديد من الجنرالات المسلمين مثل «لان يو» الذين ثاروا ضد المغول وانتصروا لهم في القتال. بعض الطوائف المسلمة كان لها اسم باللغة الصينية "baracks" والتي تعني أيضا «شكرا»، العديد من هوي المسلمين يدعون ذلك بسبب أنهم لعبوا دورا هاما في الإطاحة بالمغول وقد أطلق الهان على المسلمين هذا الاسم لأنهم ساعدوهم في الإطاحة بالمغول.

بين جميع [هذا الموضوع] الغريبة الشعوب فقط الهوي يقولون «نحن لا نأكل الطعام المغولي». [Cinggis Qa القرآن أجاب:] «من خلال المعونة من السماء علينا الهدوء أنت عبيدنا. ولكن كنت لا تتناول الطعام أو الشراب. كيف يمكن أن يكون هذا صحيحاً؟» كان الله جعل لهم من الطعام. «إذا ذبح الأغنام، سوف يعتبر مذنبا بارتكاب جريمة.» أصدر التنظيم لهذا الغرض... [في 1279/1280 تحت Qubilai] جميع المسلمين يقول: «إذا كان شخص آخر يذبح [الحيوان] نحن لا نأكل». لأن الفقراء هم مستاء من هذا، من الآن فصاعدا، Musuluman [مسلم] Huihui وZhuhu [اليهودية] Huihui، بغض النظر عمن يقتل [الحيوان] سوف يأكل [هو] ويجب أن تتوقف ذبح الأغنام أنفسهم، ووقف طقوس الختان.
المسلمون في طبقة سيمو أيضا ثاروا ضد أسرة يوان في تمرد (Ispah) ولكن سحق التمرد وذُبح المسلمين من قبل القائد تشن يودينغ الموالي لـ (يوان).
خلال فتح المينغ لمقاطعة يونان الجنرالات المسلمون (مو يينغ) و(لان يو) قادوا القوات المسلمة الموالية لأسرة مينغ ضد المغول وضد القوات المسلمة الموالية لأسرة يوان.

## تأثير المسلمين

### العلوم
العلماء المسلمون نقلوا إلى العمل على التقويم والفلك. قوبلاي خان جلب الإيرانيين إلى بكين لبناء مرصد ومؤسسة دراسات فلكية. جمال الدين، الفلكي الفارسي، قدم إلى قوبلاي خان مع سبعة أدوات فلكية فارسية. ووصلت أعمال الجغرافيين المسلمين أيضا إلى الصين خلال عهد أسرة يوان وتم استخدامها في وقت لاحق في عهد أسرة مينغ لرسم المناطق الغربية في دا مينغ هون يي تو، أقدم خريطة للعالم على قيد الحياة من شرق آسيا.
الأطباء المسلمون والنصوص الطبية العربية، وخاصة في علم التشريح، علم الصيدلة، طب العيون، تم تعميمها في الصين خلال هذا الوقت. وأعطى الإمبراطور الصيني، قوبلاي خان، الذي عانى من إدمان الكحول والنقرس، منح مكانة عالية للأطباء. البذور الجديدة والصيغ من الشرق الأوسط حفزت الممارسة الطبية. الدراسة الصينية التقليدية في الأعشاب والعقاقير، وجدت الاهتمام والنشر. واحد من النصوص الطبية قدم من العالم الإسلامي شملت ابن سينا' القانون في الطب، التي ترجمت إلى الصينية كما هوى هوى ياو فانغ (وصفات من هوى الجنسية) من هوي يوان في الصين.

### الحرب

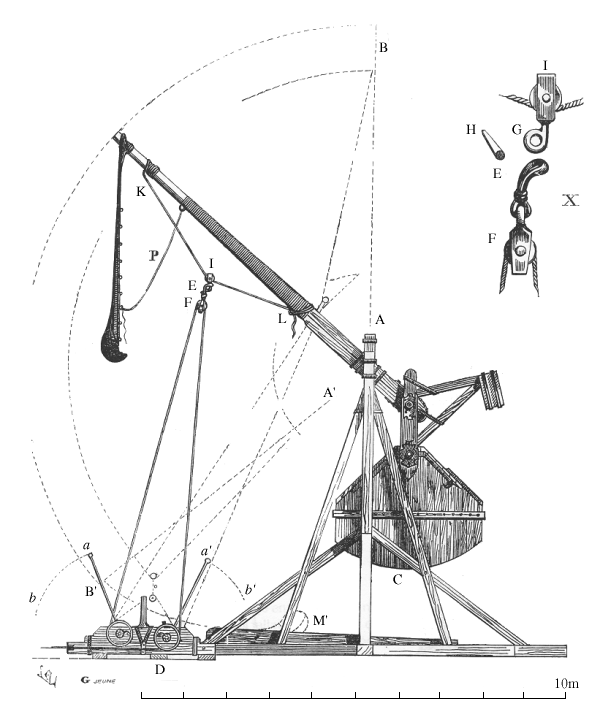
مخطط منجنيق المسلمين «هوى هوى باو» المستخدم في اختراق أسوار فانتشينغ وشيانغيانغ

اعتمد المغول بشغف المدفعية والتكنولوجيات الجديدة. جلب قوبلاي خان مهندسَينِ اثنينِ هما إسماعيل وعلاء الدين، الذين اخترعا جنبا إلى جنب «منجنيق المسلمين» (هوي هوي باو) الذي استخدمه قوبلاي خان خلال معركة شيانغيانغ.

### الاقتصاد
استخدمَ المغولُ الفرسَ والعربَ والبوذية الأويغور الإداريين للعمل كضباط في الضرائبِ والتمويل. وكان المسلمون يرأسون معظم الشركاتِ في الصينِ في بداية فترة يوان ولكن الصينيين اشتروا أسهمَ معظمِ الشركاتِ فأصبحت الشركاتُ إما مختلطةَ العضوية، أو ذاتَ ملكيةٍ كاملةٍ للصينيين.
وخلالَ عهدِ أسرةِ يوان ازدهر ميناء تشوانتشو. بقيادة زعيم المسلمين الصينيين «Pu Shougeng» قدموا إلى المغول مسبقا.[بحاجة لمصدر] هذا هو في تناقض صارخ مع ميناء غوانزو الذي تمت إقالته. تشيوانتشو كان مشهورا على حساب من حسابات مشاهير الرحالة كـابن بطوطة وماركو بولو الذين زارا الميناء. اليوم عدد كبير من النقوش الحجرية يمكن أن تُشاهد في تشيوانتشو، مثل 300 نقش حجري على قبور في المقابر والمساجد.[بحاجة لمصدر]

### تصميم دادو
المهندس المسلم  (أمير الدين) المستفاد من الهندسة المعمارية ل (هان) والذي صمم وأدى بناء عاصمة أسرة يوان، دادو (أو ما يعرف باسم Khanbaliq أو Khanbaligh الأتراك). بناء أسوار المدينة بدأ في 1264، في حين القصر الإمبراطوري بني من 1274 فصاعدا. تصميم دادو يتبع العمارة الكونفوشيوسية الكلاسيكية Zhouli (周禮، «طقوس تشو»)، في أن قواعد «9 المحور الرأسي، 9 المحور الأفقي» و«القصور في الجبهة، والأسواق في العمق»، «اليسار السلفي العبادة حق الله في العبادة» كانت تؤخذ في الاعتبار. كانت واسعة في الحجم، صارمة في التخطيط والتنفيذ، كاملة في المعدات. دادو رسميا أصبحت عاصمة أسرة يوان المنشأة حديثا في 1270s، على الرغم من بعض المباني في المدينة التي لم تكتمل حتى 1293. أنه من المقرر أن تستمر حتى 1368 عندما تشو يوان تشانغ، مؤسس سلالة مينغ الحاكمة في المستقبل الإمبراطور هونغ وو، قدم له طموحات استعمارية معروفة عن طريق إرسال جيش نحو يوان رأس المال.
آخر إمبراطور ل (يوان) فر شمالا إلى Shangdu تشو أعلن تأسيس ال (مينغ) بعد هدم قصور ال (يوان) في دادو على الأرض، وتم تغيير اسم المدينة إلى بيبينغ من قبل مينغ في نفس العام.

## أحداث أخرى
التقى ماركو بولو بناصر الدين الذي كان ابن فاتح وحاكم مقاطعة يونان السيد أجال من بخارى، كما عين من قبل المغول.
وكان رواة القصص العرب في ذلك الوقت يروون قصصاً خيالية من الصين، والتي أدرجت في كتاب ألف ليلة وليلة، وأشهرها قصة علاء الدين. قصص أخرى من قصص ألف ليلة وليلة في الصين تشمل «حكاية قمر الزمان وبدور»، «قصة الأمير سيف الملوك»، وقصة دورة «الحدباء حكاية».
في منتصف القرن الرابع عشر، اندلع «تمرد إسباه» بقيادة المسلمين الصينيين الفرس في جنوب فوجيان. بعد أن قمعت التمرد المحلية هان الصينية في تشوانتشو تحولت ضد شعب سيمو وجلبت البؤس العظيم على المسلمين. تشيوانتشو نفسها توقفت عن أن تكون الرائدة في ميناء دولي.